# GCM1
GCM1‏ (Glial cells missing homolog 1) هوَ بروتين يُشَفر بواسطة جين GCM1 في الإنسان.
يُشفِّر هذا الجين بروتينًا مرتبطًا بالحمض النووي (DNA) بنمط gcm (نمط فقدان الخلايا الدبقية). يُعدّ البروتين المُشفَّر مماثلًا لجين فقدان الخلايا الدبقية (gcm) لدى ذبابة الفاكهة. يرتبط هذا البروتين بنمط GCM (A/G)CCCGCAT، وهو تسلسل جديد من بين الأهداف المعروفة لبروتينات ربط الحمض النووي. يمنح مجال ربط الحمض النووي الطرفي الأميني (N-terminal) هذا البروتين نشاط ربط الحمض النووي الفريد.
في مرضى السرطان، ارتبط التعبير عن GCM1 بارتفاع وانخفاض معدلات البقاء على قيد الحياة، اعتمادًا على نوع السرطان.